# André Sanglier
Pour les articles homonymes, voir Sanglier (homonymie).
André Sanglier, né le 10 mai 1911 à Saint-Pierre (Ile de la Réunion) et mort le 22 octobre 1997 à Tours, est un avocat et homme politique français.

## Biographie
Après une scolarité secondaire à Saint-Denis, il suit des études de lettres et de droit à la faculté de Montpellier. Il revient à la Réunion en 1936 et exerce comme avoué à Saint-Denis. En 1946, il devient avocat à Tananarive (Madagascar). En 1954, devenu bâtonnier de l'Ordre des avocats, il fonde l'Action madécasse qui regroupe des modérés de toutes origines et promeut une émancipation de l'île sous un statut proche des dominions britanniques. En 1956 il est élu député lors de la dernière législature de la IVème république. En 1959, il est nommé membre du Conseil économique et social.